# 似鳥昭雄
似鳥 昭雄（にとり あきお、1944年3月5日 - ）は、日本の実業家。株式会社ニトリの創業者で同社および持株会社である株式会社ニトリホールディングス代表取締役会長。日本チェーンストア協会副会長。

## 人物
1944年樺太生まれ、第二次世界大戦によるソ連の樺太侵攻により北海道に引き上げ、父の故郷である現在の石狩市花畔を経て、札幌市で育つ。父・義雄（のちニトリ会長）は、コンクリート製造販売業を営んだ。1962年北海道工業高等学校（現北海道科学大学高等学校）卒業。1966年北海学園大学経済学部を卒業後、広告会社に勤めるが仕事が獲れず半年で解雇となり、23歳で似鳥家具店を創業した。1972年、家具業界向けのアメリカ・ロサンゼルスへの研修セミナーに参加し、アメリカの豊かさを見て人生観が変わる。帰国後、家具のチェーンストアを志し、株式会社ニトリを設立した。将来、世界5万店舗を目標にしている。経営コンサルタントの渥美俊一を生前から師と仰ぐ。
1994年札幌商工会議所常議員。2004年北海道経済連合会常任理事、札幌交響楽団理事。2007年在札幌フランス名誉領事。2008年日本経済団体連合会理事、全国旅行業協会理事、民間外交推進協会理事。2010年日本チェーンストア協会副会長。2021年亜細亜学園理事。
母校の北海学園大学に寄付講座を開講していたほか、私財を投じて留学生のための奨学基金を設けたなど、社会貢献活動も行う。2008年からはJリーグコンサドーレ札幌のメインスポンサーになり、高額のスポンサー料の他、選手の人件費や勝利給に使用することを条件に、1億円を寄付したこともある。北海学園大学同窓で新進党の元衆議院議員・長内順一を顧問として招聘したのを機に中央政界や地元財界への接近を強め、安倍晋三の有力な支援者となるなど、北海道の政商としての存在感を示している。
2015年、日本経済新聞の「私の履歴書」に連載を開始。大きな反響があり、それをまとめた本も出版された。その著述の内容の一部について、実母から事実誤認のクレームを受けている。また、同年10月13日にフランス共和国レジオン・ドヌール勲章シュヴァリエを受章。同年11月18日、フランス名誉領事を離任（後任はフルテック株式会社の古野重幸）。
2018年頃、テレビ番組での発達障害に関する特集が切っ掛けで専門医などによる診断を経て、注意欠陥・多動性障害（ADHD）であることが判明したことを公表している。ただし、先述の実母から指摘された事実誤認とADHDとの関連については不明である。

## 略歴
- 1944年　樺太で生まれる
- 1962年　北海道工業高等学校卒業[5]
- 1964年　札幌短期大学卒業、北海学園大学編入
- 1966年　北海学園大学経済学部卒業[5]
- 1967年　似鳥家具店を札幌で創業[5]
- 1972年　ニトリ（現・株式会社ニトリホールディングス）設立、専務取締役[13]
- 1978年　ニトリ代表取締役社長[13]
- 1994年　札幌商工会議所常議員[5]
- 2000年　キャリアバンク取締役[14]
- 2003年　マルミツ取締役[13]
- 2004年　北海道経済連合会常任理事[5]、札幌交響楽団理事[5]
- 2005年　秋の栄典で藍綬褒章を受章
- 2007年　ニッセンレンライフ取締役[5]、在札幌フランス名誉領事[5]（名誉領事は2015年まで在任[11]）
- 2008年　日本経団連理事[5]、全国旅行業協会理事[5]、民間外交推進協会理事[5]
- 2009年　ニトリパブリック代表取締役会長[13]
- 2010年　ニトリホールディングス代表取締役社長、ニトリ代表取締役社長、ホームロジスティクス代表取締役社長、明応商貿（上海）有限公司董事長[13]、日本チェーンストア協会副会長[5]
- 2011年　ニトリファシリティ代表取締役社長[13]
- 2012年　NITORI USA, INC.取締役会長[13]
- 2014年　ニトリ代表取締役会長[13]
- 2015年　フランス共和国レジオン・ドヌール勲章シュヴァリエを受章
- 2016年　ニトリホールディングス代表取締役会長[13]、似鳥（中国）投資有限公司董事長[13]、コーナン商事取締役[15]、自身のコレクションをもとに小樽芸術村を創設
- 2017年　ニトリパブリック取締役ファウンダー[13]、ホームロジスティクス取締役ファウンダー[15]、イズミ取締役[15]、ニトリ社長職を退き（後任は白井俊之）、同社および同HD会長就任[13][16]
- 2018年　Nプラス取締役ファウンダー、ホーム・デコ取締役ファウンダー[13]
- 2019年　活力あふれる北海道の未来を実現する会（鈴木直道後援会）会長[17]
- 2020年　Nプラス代表取締役会長、ニトリファニチャー代表取締役会長、ニトリパブリック代表取締役会長[13]

## 主な公職
- 日本チェーンストア協会理事
- 北海道経済連合会常任理事
- 札幌商工会議所副会頭
- 社団法人インテリア産業協会理事兼北海道支部長
- 協同組合日専連札幌会理事
- キャリアバンク株式会社取締役
- 社団法人北海道日中経済友好協会会長
- 社団法人札幌交響楽団理事
- フランス共和国札幌名誉領事
- イズミ社外取締役
- 鈴木直道後援会連合会長
- 学校法人亜細亜学園理事
- 湘南美容外科顧問[18]

## テレビ出演
- 日経スペシャル カンブリア宮殿（テレビ東京）
  - 「デフレは永遠に続く！ ニトリが"安売り"にこだわる理由」（2007年11月12日）- ニトリ社長として出演[19]。
  - 波乱万丈スペシャル ～あの時があるから今がある～（2015年9月24日）- ニトリホールディングス社長として出演[20]。
  - 33年連続の増収増益を実現！ 家具の王者・ニトリが大変貌した秘密（2020年12月24日）- ニトリホールディングス会長として出演[21]。
  - 明石家さんまと日本の社長-ゲストとして出演。

## CD
- めおと桜/ブルー・レイニー札幌（2013年7月17日。「ニトリアキオ」名義、「めおと桜」は川中美幸と共唱）
- ススキノ浪漫/あの日の太陽（2017年4月5日。「ニトリアキオ」名義）

## 主著
- 『不況をチャンスに変える』（2011年4月） 勝間和代と共著 NHKテレビテキスト：仕事学のすすめ（2011年3月25日、NHK出版）ISBN 9784141895640
- 『不況をチャンスに変える』（2011年8月） 勝間和代と共著 NHKテレビテキスト：仕事学のすすめ（2011年7月26日、NHK出版）ISBN 9784141895688
- 『運は創るもの』私の履歴書（2015年8月27日、日本経済新聞出版社）ISBN 9784532320218
- 『ニトリ成功の5原則』（2016年8月1日、朝日新聞出版）ISBN 9784023315327
- 『リーダーが育つ55の智慧』（2018年4月7日、KADOKAWA）ISBN 9784041067321
- 『ニトリの働き方』（2020年8月27日、大和書房）ISBN 9784479797180